# Коппель, Тынис
Тынис Коппель (Коппел; эст. Tõnis Koppel; 12 декабря 1982, Кярдла, Хийумаа) — эстонский футболист, нападающий.

## Биография
В первой половине карьеры выступал за клубы низших лиг Эстонии, преимущественно игравшие в третьей-четвёртой лигах — «Хийумаа ЮМ», «Эммасте ЯК», «ФК Хийумаа», «Дагёпласт» (Кярдла). Неоднократно забивал более 10 голов за сезон. Лучший бомбардир клуба «Хийумаа ЮМ» в сезонах 1998, 1999, 2000; клуба «Эммасте» в сезонах 2002 и 2003; клуба «ФК Хийумаа» в сезонах 2006, 2007, 2011, 2012. Лучший личный результат — 27 голов в четвёртой лиге в 2003 году.
В 2014 году 31-летний футболист был приглашён в клуб «Курессааре», вылетевший по итогам предыдущего сезона в первую лигу. На протяжении четырёх сезонов после этого был игроком основного состава команды, сыграл более 100 матчей. В 2016 году вместе с клубом стал победителем Эсилийги Б (третий дивизион). В 2018 году «Курессааре» вернулся в высшую лигу и Коппель утратил место в составе, сыграв в марте-мае 2018 года 5 матчей в элите, и лишь в одном из них вышел в стартовом составе. Дебютировал в высшем дивизионе в 35-летнем возрасте 11 марта 2018 года в игре против «Левадии», заменив на 82-й минуте Маргуса Раявера. Единственный гол на высшем уровне забил в своём последнем матче, 1 мая 2018 года в ворота «Таммеки». До 2019 года продолжал играть за резервную команду «Курессааре».